# أصغر خانلو
أصغر خانلو (بالإنجليزية: Asghar Khanlu)‏ هي قرية تقع في أردبيل في إيران. يقدر عدد سكانها بـ 148 نسمة بحسب إحصاء 2016.